# Myrioblephara kiangsuensis
Myrioblephara kiangsuensis là một loài bướm đêm trong họ Geometridae.